# Otón I de Hesse
Otón I de Hesse (c. 1272 -17 de enero de 1328) fue Landgrave de Hesse desde 1308 hasta su muerte.

## Biografía
Otón nació en Marburgo, hijo de Enrique I de Hesse y de su primera esposa Adelaida de Brunswick. Tras la muerte de su padre en 1308, heredó Alto Hesse, que incluía Marburgo, Giessen, Grünberg y Alsfeld. Después que su medio hermano Juan de Hesse murió en 1311, también se convirtió en landgrave de Baja Hesse. Esto incluyó el área baja de Fulda, Eder, Schwalm, Werra, y la parte alta de la Weser, con la residencia del Kassel , así como las ciudades de Homberg (Efze), Melsungen y Rotenburg.
Después que Otón heredó todo el landgraviato, residió alternativamente en Kassel y Marburgo. Tenía un largo conflicto con el arzobispo de Maguncia,  Matías von Bucheck. En 1324 Maguncia ganó la batalla en el Lahnberg con la ayuda de tropas de Amöneburg. En 1327, Maguncia con la ayuda de tropas del Electorado de Tréveris, tomó la ciudad de Gießen, pero los levantamientos de los ciudadanos, permitieron a Otón recuperar el control rápidamente. Sólo después de la muerte de Otón y la victoria de su hijo   Enrique II  en Wetzlar y la mediación del rey Juan I de Bohemia en 1328 se resolvió la disputa.
Otón murió el 17 de enero de 1328 en Kassel, y fue enterrado en el monasterio Ahnaberg.

## Familia
Se casó en 1297 con Adelaida de Ravensberg, hija del conde Otto III de Ravensberg y tuvieron los siguientes hijos:
1. Enrique II  (m. 3 de junio de 1376, Kassel).
2. Otón de Hesse-Magdeburgo (1301-1361, Wolmirstedt), arzobispo de Magdeburgo
3. Luis el Junker (m. 2 de febrero de 1345). Padre de Herman II, Landgrave de Hesse.
4. Herman I el Viejo (n. 1368-1370).
5. Isabel (m. 30 de mayo de 1373), se casó antes del 8 de mayo de 1336 con el Duque Rodolfo II de Sajonia-Wittenberg